# Tomb Raider: Legenda o Lari Croft
Tomb Raider: Legenda o Lari Croft (eng. Tomb Raider: The Legend of Lara Croft je američka akcijska pustolovna animirana serija temeljena na seriji videoigara Tomb Raider Crystal Dynamicsa, s Hayley Atwell u ulozi Lare Croft. Serija je smještena u isti kontinuitet kao i reboot trilogija videoigara koja je započela 2013. godine, a odvija se nakon događaja iz igre Shadow of the Tomb Raider iz 2018. godine. Tasha Huo služi kao showrunner s produkcijskim studijima Legendary Television i DJ2 Entertainment. Seriju je animirao Powerhouse Animation Studios u Austinu u Teksasu.
Serija će se premijerno prikazati na Netflixu 10. listopada 2024.

## Radnja
Serija se odvija nakon reboot trilogije Tomb Raider 2013.– 2018., koja je zaključena s igrom Shadow of the Tomb Raider, i popunjava prazninu vremenske crte Tomb Raidera, premošćujući reboot trilogiju izvorne serije igara.

## Glasovna postava
- Hayley Atwell kao Lara Croft
- Allen Maldonado kao Zip
- Earl Baylon kao Jonah Maiava

## Produkcija
U siječnju 2021. objavljeno je da je Netflix naručio televizijsku seriju u anime stilu temeljenu na Tomb Raideru. Početna narudžba su dvije sezone, a koproducirali su je Crystal Dynamics, Legendary Television, DJ2 Entertainment i Tractorpants. Animaciju je napravio Powerhouse Animation. Tasha Huo bila je showrunner i izvršna producentica zajedno s Dmitrijem M. Johnsonom, Stephanom Bugajem, Howardom Blissom i Jacobom Robinsonom. U rujnu 2023. naslov serije Tomb Raider: Legenda o Lari Croft predstavljen je u prijenosu uživo Netflix's Drop 01.

## Vanjske poveznice
- Tomb Raider: Legenda o Lari Croft u internetskoj bazi filmova IMDb-a